# Jarosław Kilias
Jarosław Kilias (ur. 21 grudnia 1965 w Sieradzu) – polski socjolog i historyk socjologii, pracownik Wydziału Socjologii Uniwersytetu Warszawskiego. Ukończył studia w Instytucie Socjologii UW (1990), w roku 1991 został tam zatrudniony, początkowo jako asystent, następnie adiunkt, i jako profesor. Pracownik Zakładu, a obecnie Katedry Socjologii Polityki. W 1998 uzyskał tam doktorat, w 2005 habilitację, a w 2020 roku otrzymał tytuł profesora. Był współpracownikiem Pracowni Socjologii Historycznej Wydziału Studiów Humanistycznych (Pracoviště historické sociologie Fakulty humanistických studií) Uniwersytetu Karola w Pradze, gdzie w latach 2010–2012 współprowadził zajęcia z socjologii konfliktu, wojny i terroryzmu.

## Praca badawcza
Najwcześniejsze zainteresowania badawcze Jarosława Kiliasa obejmowały historię idei, w tym zwłaszcza dzieje idei narodowej oraz socjologiczne badania nad narodem i nacjonalizmem. Początkowo zajmował się głównie dziejami czeskiej idei narodowej, której to problematyce poświęcona była m.in. jego rozprawę doktorska. Przygotowana ona została pod kierownictwem prof. Jerzego J. Wiatra, jednak na jej kształt wpłynął też udział w seminarium prof. Joanny Kurczewskiej z Instytutu Filozofii i Socjologii Polskiej Akademii Nauk; jego zainteresowania wspierał prof. Jerzy Tomaszewski z Instytutu Historii Uniwersytetu Warszawskiego. Praca została opublikowana w formie książkowej pod tytułem Naród a idea narodowa. Nacjonalizm T.G. Masaryka (Kilias 1998). Następnie zainteresowania naukowe Jarosława Kiliasa przesunęły się w stronę dziejów socjologicznych dociekań nad narodem w socjologii oraz historii socjologii w ogóle, w tym w szczególności socjologii czeskiej. Wyniki jego ówczesnych badań zostały opublikowane w książce Narodowość jako problem naukowy (Kilias 2000) oraz artykułach w czasopismach naukowych. Z kolei finalny efekt jego dociekań z zakresu socjologii narodu stanowiła instytucjonalna koncepcja narodu jako zbiorowości politycznej, sceptyczna wobec przypisywania istotnej, autonomicznej roli kulturze i poświęcania zbyt wiele uwagi, drugorzędnej jego zdaniem względem porządku instytucjonalnego, jednostkowej identyfikacji narodowej. Została ona przedstawiona w książce Wspólnota abstrakcyjna. Zarys socjologii narodu (Kilias 2004) oraz w tekstach czasopiśmiennych.
Dalsze badania Jarosława Kiliasa dotyczyły głównie historii socjologii, przede wszystkim w Polsce i Czechach, w tym wzajemnych relacji między socjologią polską a czeską. Zajmował się także dziejami mniej centralnych (i rzadziej badanych) aspektów teorii socjologicznej, w tym zwłaszcza sposobów, w jaki konstruowany jest w niej jej obraz jako spójnej dyscypliny naukowej (czemu służą podręczniki) oraz jak przedstawiane są dzieje dyscypliny. Jego zdaniem służące temu opowieści nie stanowią efekt nie tyle badań historycznych, ile tworzenia dyscyplinarnej tradycji przez teoretyków. „Klasyczna socjologia” jest wobec tego nie tyle zespołem dawnych dzieł i sposobów ich lektury, ile przede wszystkim przynależną do nauki współczesnej subdyscyplinę socjologiczną. Choć badania Jarosława Kiliasa odwoływały się do instrumentarium dociekań na pamięcią społeczną, był on sceptyczny co do istnienia swoiście socjologicznej tradycji jej badania i znaczenia jej socjologicznie istotnych osiągnięć.
Ostatnia opublikowana dotąd monografia książkowa Jarosława Kiliasa Wprowadzając ponownie państwo: od socjologii historycznej do państwocentrycznej (Kilias, 2017) odnosi się do położenia socjologii polskiej lat 60. XX wieku i jej relacji z nauką międzynarodową. Autor nie poprzestał na wypowiedzeniu twierdzenia o peryferyjności, czy półperyferyjności nauki polskiej względem światowej, a podjął próbę zastosowania narzędzi socjologii historycznej, w tym zwłaszcza neoweberowskich analiz władzy, do zidentyfikowania mechanizmów wpływających na peryferyjną pozycję socjologii polskiej. Poszukiwał ich w szczególności w infrastrukturze instytucjonalnej socjologii międzynarodowej, oraz zróżnicowania dostępnych uczonym z Zachodu i Europy Wschodniej zasobów ekonomicznych, organizacyjnych oraz kontekstu politycznego.
Oprócz własnych badań z zakresu socjologii narodu i historii socjologii Jarosław Kilias brał udział w projektach badawczych realizowanych przez Zakład Socjologii Polityki Instytutu Socjologii, a potem Katedrę Socjologii Polityki Wydziału Socjologii UW, kierowanych najpierw przez prof. Jerzego J. Wiatra, potem zaś przez prof. Jacka Raciborskiego. W ostatnim okresie dotyczyły one w szczególności problematyki państwa, w tym zwłaszcza będących przedmiotem jego szczególnego zainteresowania dociekań z kręgu neoweberowskiej socjologii historycznej.
Kolejny obszar zainteresowań Jarosława Kiliasa to socjologia historyczna i społeczna historia wojskowości, w tym w szczególności dzieje, społeczny charakter i znaczenie nowoczesnej formy powszechnej, obowiązkowej służby wojskowej.

## Działalność organizacyjna
Jest członkiem Polskiego Towarzystwa Socjologicznego, w latach 2004–2008 był członkiem Zarządu Oddziału Warszawskiego, a w latach 2013–2019 Zarządu Głównego PTS (w tym w latach 2013–2016 Skarbnik ZG PTS). Aktywny uczestnik, organizator i wieloletni członek Zarządu Sekcji Historii Socjologii oraz jeden ze współzałożycieli Sekcji Socjologii Historycznej PTS.
Jarosław Kilias należy do International Sociological Association, w latach 2014–2023 był członkiem Zarządu (Steering Committee) Komitetu Badawczego Historii Socjologii (RC08) ISA. Jest członkiem České sociologické společnosti i Společnosti pro výzkum dějín vojenství.
Wspólnie z Nicolasem Maslowskim, Adamem Leszczyńskim i Michałem Rauszerem założył i w latach 2019–2023 organizował cykliczne seminarium Czwartki z socjologią historyczną Wydziału Socjologii, Ośrodka Kultury Francuskiej i Studiów Frankofońskich oraz Oddziału Warszawskiego (a od jej powstania – Sekcji Socjologii Historycznej) Polskiego Towarzystwa Socjologicznego.
Jarosław Kilias jest członkiem rad redakcyjnych czasopism „Historicka sociologie” (od powstania) „Polish Sociological Review” (2016–2020), „Roczniki Historii Socjologii” oraz zespołów redakcyjnych „Roczników Historii Socjologii” oraz „Studiów Socjologiczno-Politycznych. Serii Nowej”, od momentu wznowienia czasopisma.

## Wybrane publikacje
- 2024: Państwo, władza ideologiczna i nacjonalistyczna rewolucja (z Jacek Raciborski, w O mocy i niemocy współczesnego państwa polskiego, red. Przemysław Sadura), Universitas, Kraków 2024, s. 71–110, ISBN 978-83-242-4078-4.
- 2022: Povinná vojenská služba a třídní struktura socialistické společnosti: případ Polska (z Petr Wohlmuth, red. w Vojenská služba v interdisciplinární perspectivě), Scriptorium, Dolní Břežany 2022, s. 103–122, ISBN 978-80-7649-047-5.
- 2020: Socjalizmy Wernera Sombarta, „Roczniki Historii Socjologii”, t. XI (2020), s. 85–105[17].
- 2020: Not only scholarships: The Ford Foundation, its material support, and the rise of social research in Poland, „Serendipities”, 1-2/2020, s. 33–46.[18]
- 2018: Pobór powszechny a armia narodowa: przegląd problematyki, „Studia Socjologiczno-Polityczne. Seria Nowa” nr 2/2018, s. 99–125[10].
- 2017: Wprowadzając ponownie państwo: od socjologii historycznej do państwocentrycznej (Państwo w praktyce: style działania pod red. Jacka Raciborskiego), Nomos, Kraków 2017, s. 65–84, ISBN 978-83-7688-405-9.
- 2017: T.G. Masaryk, Václav Havel a heslo ‘pravda vítězí’ z československé prezidentské standarty, „Historická sociologie – Historical Sociology”, nr 1/2017, s. 117–125[8].
- 2017: Socjologia zakładowa w Polsce: stosowana nauka społeczna w ekonomii socjalistycznej, „Roczniki Historii Socjologii” t. VII (2017), s. 73–98[19].
- 2017: An Older Brother: Polish and Czechoslovak Sociology in the 1960s., w The Social Sciences in the Other Europe Since 1945, Past Inc. – CEU Press, Budapest 2017, s. 185–208 (red. Adela Hîncu, Victor Karady), ISBN 978-615-5547-06-5.
- 2017: Goście ze Wschodu. Socjologia polska lat sześćdziesiątych XX wieku a nauka światowa, Nomos, Kraków 2017, s. 287, ISBN 978-83-7688-467-7.
- 2016: „Sources of Social Power” Michaela Manna, neoweberowska socjologia historyczna i jej polskie echa, „Studia Socjologiczne” nr 1/2016, s. 269–287.[9]
- 2016: Socjologia polska i czeska: wzajemne stosunki i konteksty, „Stan Rzeczy” nr 1 (10) 2016, s. 283–315[6].
- 2013 Tomáš Garrigue Masaryk jako socjolog, „Roczniki Historii Socjologii”, t. III/2013, s. 81–109[20].
- 2013: Is There Any Sociological Tradition of Social Memory Research? The Polish and the Czech Case, „Polish Sociological Review” nr 3: 297-316[21].
- 2012: Jak socjologowie opowiadali o socjologii. Dwa studia, Wydawnictwa Uniwersytetu Warszawskiego, Warszawa 2012, s. 266, ISBN 978-83-235-2020-7.
- 2010: Naród a państwo – przynależność narodowa a obywatelstwo (Praktyki obywatelskie Polaków, red. Jacek Raciborski), IFiS PAN, Warszawa 2010, s. 21–50. ISBN 978-83-7683-022-3.
- 2010: Metafory narodu a metafory źródłowe socjologii (w Teoretyczne podstawy socjologii wiedzy, t. II, red. Paweł Bytniewski, Mirosław Chałubiński), UMCS, Lublin 2010, s. 162–175. ISBN 978-83-227-3173-4.
- 2009: Válka, armada, stát a národ: byrokracie, disciplina a nacionalismus, „Historická sociologie – Historical Sociology” nr 1/2009, s. 45-64[22].
- 2009: O dyskusji wokół modernizmu i konstruktywizmu w badaniach narodu, „Kwartalnik Historyczny” nr 4/2009, s. 105–116[23].
- 2008: Masarykovy učebnice sociologie v dobovém kontextu, w: T.G. Masaryk a česká státnost. Sborník příspěvků z mezinárodní vědecké konference pořadané (…) ve dnech 4.-5. září 2007, (w Brně, Ústav T.G. Masaryka), Praha 2008, s. 152–160
- 2005: O problemach z kategorią legitymacji władzy politycznej: w stronę negatywnego pojęcia legitymacji, „Studia Socjologiczne” nr 1/2005, s. 43–65[24].
- 2005: „Někerej Maďar taky za to nemůže, že je Maďar” o sociologickém popisu národní identifikace, Sociologický časopis nr 4/2005, s. 675–692[5].
- 2004: Wspólnota abstrakcyjna. Zarys socjologii narodu, Wydawnictwo IFiS PAN, Warszawa 2004, s. 296, ISBN 83-7388-042-9.
- 2001: „Socjologia bilansująca” czy „obiektywizm socjologiczny”? Dwa spory o charakter socjologii czeskiej okresu międzywojennego, „Studia Socjologiczne” nr 2/2001, s. 37–66[4].
- 2001: Miroslava Hrocha dociekania i dyskusje dotyczące genezy nowoczesnych narodów, „Przegląd Historyczny” nr 1/2001, s. 109–121.
- 2000: Narodowość jako problem naukowy. Naród w socjologii czeskiej okresu międzywojennego, Wydawnictwo Naukowe Scholar, Warszawa 2000, s. 148, ISBN 83-87367-86-9.
- 1998: Naród a idea narodowa: nacjonalizm T.G. Masaryka, Wydawnictwo Naukowe Scholar, Warszawa 1998, s. 227, ISBN 978-83-87367-21-3.